# Tachytrechus greenei
Tachytrechus greenei är en tvåvingeart som beskrevs av Foote och Coulson 1965. Tachytrechus greenei ingår i släktet Tachytrechus och familjen styltflugor. Inga underarter finns listade i Catalogue of Life.